# Dennis Engel
Dennis Engel (* 20. Oktober 1995 in Oldenburg (Oldb)) ist ein deutscher Fußballspieler.

## Karriere
Engel spielte bis zur U-17 beim VfL Oldenburg und wechselte 2012 zum VfB Oldenburg. Dort stand er sowohl für die U-19 als auch für die zweite Mannschaft auf dem Platz. Im Januar 2015 wurde der 1,84 m große Abwehrspieler in die erste Mannschaft aufgenommen. Am 23. Juli 2016 wechselte Engel zu Sportfreunde Lotte in die 3. Liga und erreichte mit der Mannschaft das Viertelfinale des DFB-Pokals. Am Saisonende wechselte Engel in die Regionalliga Nord zum SSV Jeddeloh, mit dem er das Finale des Niedersachsenpokals erreichte. Im Sommer 2018 folgte dann der Transfer zum SV Rödinghausen in die Regionalliga West. Mit Rödinghausen gewann er 2019 den Westfalenpokal.
Im August 2019 wurde sein Vertrag in Rödinghausen im beiderseitigen Einvernehmen aufgelöst und Dennis Engel schloss sich dem Ligarivalen Sportfreunde Lotte an. Ein Jahr später wechselte er zum VfB Oldenburg in die Regionalliga Nord. Mit der Mannschaft stieg er 2022 in die dritte Liga auf. Nachdem er dort jedoch nicht mehr zum Einsatz gekommen war, schloss er sich im Sommer 2023 den Kickers Emden in der Oberliga Niedersachsen an, mit denen er am Ende seiner ersten Spielzeit den Aufstieg in die Regionalliga erreichte.

## Erfolge
- Aufstieg in die 3. Liga: 2022
- Meister der Regionalliga Nord: 2022